# Fractal records
Fractal Records est un label indépendant français créé en septembre 1994, éclectique, focalisé sur la musique rock, jazz, psychédélique, moderne, avant-garde, free, punk, expérimentale, et notamment celle du Japon. Il lance d'abord un catalogue de vente par correspondance "Sinusoïde" (1994/96) avant de démarrer son travail de production en 1997. En 2004, apparait le label Sparkling Spare Wheel qui est une subdivision de Fractal Records.

## Catalogue - Fractal Records
- Mainliner - Psychedelic Polyhedron - Vinyle LP (Fractal 001) 1997
- Igor Wakhévitch - Donc... - Coffret 6 CD (Fractal 002) 1998
- Seikazoku - Outtakes '66 '78 - CD (Fractal 003) 1998
- High Rise - Durophet - Vinyle LP (Fractal 004) 1999
- High Rise - Durophet - CD (Fractal 005) 1999
- Frank Wright Quartet - Center Of The World - CD + Bonus Tracks (Fractal 006) 1999
- Frank Wright Quartet - Last Polka In Nancy ? - CD + Bonus Tracks (Fractal 007) 1999
- Michel Bulteau - Rinçures - CD (Fractal 008) 1999
- Arthur Doyle & Sunny Murray - Dawn Of A New Vibration - CD (Fractal 009) 2000
- Iannis Xenakis - Persepolis - CD (Fractal 0X) 2000
- Kawabata & Pauvros - Extrême-Onction - CD (Fractal 011) 2001
- Ilitch - Periodikmindtrouble - 2 CD + Bonus Tracks (Fractal 012) 2001
- Ilitch - 10 Suicides - 2 CD + Bonus Tracks (Fractal 013) 2001
- Ruth - Polaroid Roman Photo - CD + Bonus Tracks (Fractal 014) 2001
- Iannis Xenakis - Musique Electro-Acoustique - CD (Fractal 015) 2001
- Fille Qui Mousse - Se Taire Pour Une Femme Trop Belle - CD (Fractal 016) 2001
- Jacques Berrocal - Musiq Musik - CD (Fractal 017) 2002
- Ohkami No Jikan - Mort Nuit - CD (Fractal 018) 2002
- Musica Transonic - Hard Rock Transonic - CD (Fractal 019) 2002
- Acid Mothers Temple & The Melting Paraiso UFO - Univers Zen Ou De Zéro A Zéro - CD (Fractal 020) 2002
- Acid Mothers Temple & The Melting Paraiso UFO - Electric Love Machine - EP Single (Fractal 0207) 2002
- Acid Mothers Temple & The Melting Paraiso UFO - Univers Zen Ou De Zéro A Zéro + Live In Europe - Vinyle 4LPs (Fractal 020412) 2003
- Various Artists - Amaterasu - 2 CD (Fractal 021) 2003
- Knead - This Melting Happiness I Want You To Realize That It Is Another Trap - Vinyle LP (Fractal 023) 2003
- Ilitch - Hors Temps / Out Of Time - CD (Fractal 024) 2004
- Toho Sara - Hourouurin - CD (Fractal 025) 2004
- Musique Concret - Bringing Up Baby - CD (Fractal 026) 2004
- Asahito Nanjo Group Musica - Contemporary Kagura-Metaphysics - CD (Fractal 027) 2004
- Bernard Parmegiani - JazzEx - CD + Unreleased Live Track (Fractal 028) 2004
- Keiko Kojima - Taikoku No Kage - EP Single (Fractal 029) 2004
- Mainliner - Psychedelic Polyhedron - CD + Bonus Track (Fractal 030) 2004
- Mahogany Brain - Some Cocktail Suggestions - Vinyle LP (Fractal 173) 2005
- Acid Mothers Temple & The Pink Ladies Blues - Featuring The Sun Love & The Heavy Metal Thunder - Vinyle 2LPs (Fractal 174) 2006
- Acid Mothers Temple & The Pink Ladies Blues - Featuring The Sun Love & The Heavy Metal Thunder - CD (Fractal 179) 2006
- Bernard Parmegiani - Chants Magnétiques - CD (Fractal 180) 2007
- Acid Mothers Temple & The Pink Ladies Blues - The Soul Of A Mountain Wolf - Mini CD (Fractal 182) 2007
- Ilitch - Lena's Life And Other Stories - CD (Fractal 185) 2007
- Magic Aum Gigi - Starring Keiko - Vinyle LP (Fractal 189) 2007
- Diza Star & The Pink Ladies Blues - 3 - Vinyle LP (Fractal 190) 2007
- Diza Star & The Pink Ladies Blues - Featuring Mani Neumeier - CD (Fractal 194) 2007
- Thierry Müller - Rare & Unreleased 1974 -1984 - CD (Fractal 196) 2007
- Diza Star - Contact High Diza Star - CD (Fractal 300) 2008
- Déficit Des Années Antérieures - Action And Japanese Demonstration - CD + Bonus Tracks (Fractal 333) 2008
- Diza Star - Blues Reason To Live - EP Single (Fractal 666) 2009
- Circle X - Live In Dijon '79 - Vinyle 25cm + Bonus Tracks (Fractal 700) 2009
- Vincent Le Masne & Bertrand Porquet - Guitares Dérive - CD + Bonus Track (Fractal 760) 2010
- Armand Frigico - L'après-Midi Chaud - Vinyle LP (Fractal 777) 2014
- Heratius Corporation-Armand Frigico - Pataphysic Power : The Underground Retrospective - 2 CD (Fractal 800) 2014
- Sonorhc - Purf/Outrelande - CD (Fractal 820) 2014
- High Rise - Paris 1998 - DVD Vidéo (Fractal 050) 2014
- Sonorhc - Portes d'Orient/Amazonia - CD (Fractal 840) 2015
- Le Bal Des Ardents - Le Mal Des Ardents - Vinyle LP (Fractal 878) 2016

## Catalogue - Sparkling Spare Wheel
- Magic Aum Gigi - MMMM (My Metal Machine Music) - LP (SSW-810) 2004
- Michel Bulteau & Elliott Murphy - Hero Poet - Mini LP (SSW-811) 2004
- Ilitch - Rainy House - LP Picture Disc + CDR + Bonus Tracks (SSW-812) 2005
- Asahito Nanjo - Greed - LP (SSW-813) 2005